# Olympische Sommerspiele 1984/Leichtathletik – Diskuswurf (Frauen)

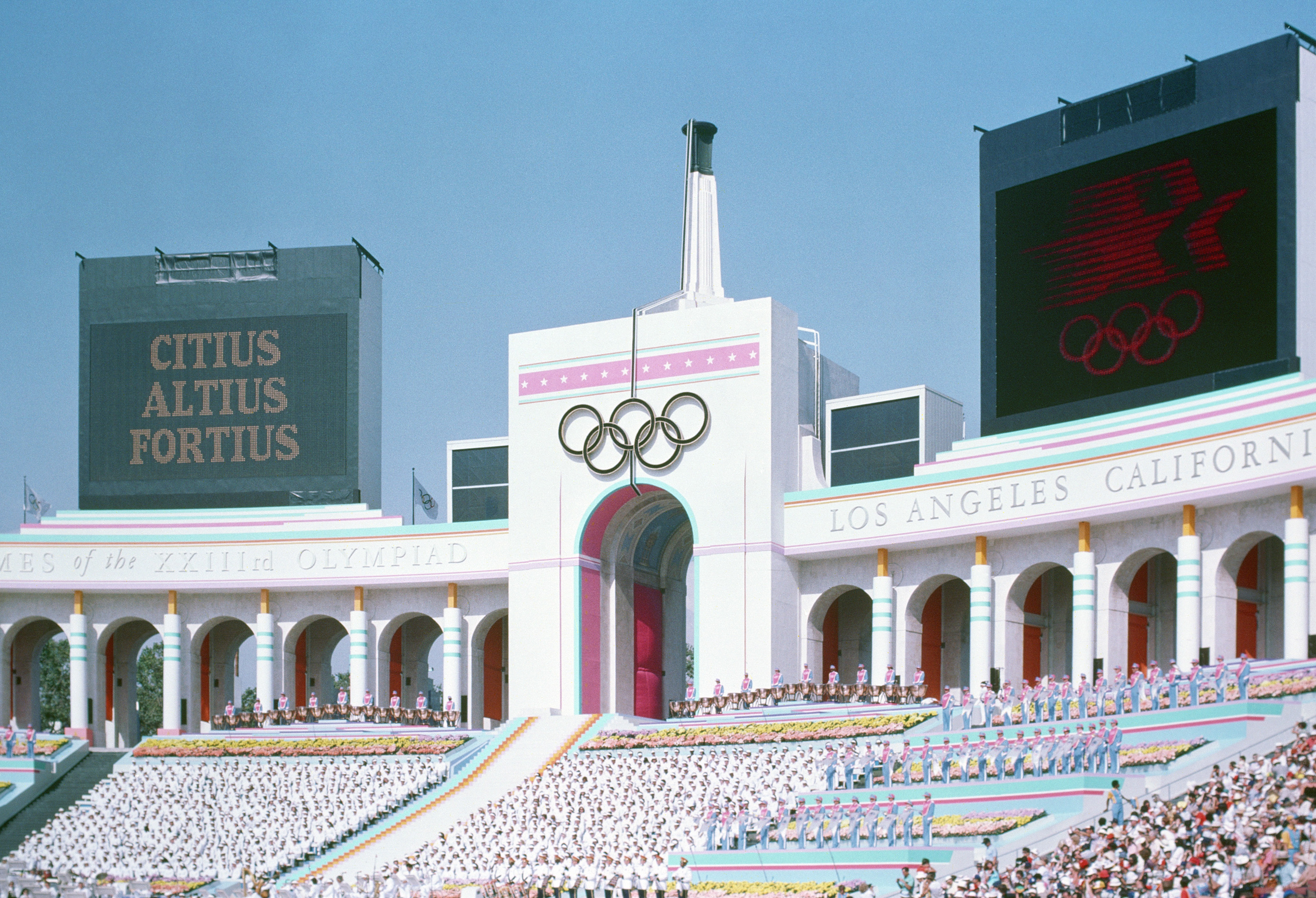
Blick auf das Eingangstor des Los Angeles Memorial Coliseum

Der Diskuswurf der Frauen bei den Olympischen Spielen 1984 in Los Angeles wurde am 10. und 11. August 1984 im Los Angeles Memorial Coliseum ausgetragen. Achtzehn Athletinnen nahmen teil.
Olympiasiegerin wurde die Niederländerin Ria Stalman. Sie gewann vor der US-Amerikanerin Leslie Deniz und der Rumänin Florența Crăciunescu.
Ingra Manecke aus der Bundesrepublik Deutschland erreichte das Finale und wurde Sechste.

Werferinnen aus der Schweiz, Österreich und Liechtenstein nahmen nicht teil. Athletinnen aus der DDR waren wegen des Olympiaboykotts ebenfalls nicht dabei.

## Aktuelle Titelträgerinnen
| Olympiasiegerin 1980                       | Evelin Jahl ( DDR)                    | 69,96 m | Moskau 1980   |
| Weltmeisterin 1983                         | Martina Opitz ( DDR)                  | 68,94 m | Helsinki 1983 |
| Europameisterin 1982                       | Zwetanka Christowa ( Bulgarien)       | 68,34 m | Athen 1982    |
| Panamerikanische Meisterin 1983            | Maritza Martén ( Kuba)                | 59,62 m | Caracas 1983  |
| Zentralamerika- und Karibik-Meisterin 1983 | Carmen Romero ( Kuba)                 | 58,58 m | Havanna 1983  |
| Südamerika-Meisterin 1983                  | Odete Domingos ( Brasilien)           | 49,30 m | Santa Fe 1983 |
| Asienmeisterin 1983                        | Jiao Yungxiang ( Volksrepublik China) | 53,00 m | Kuwait 1983   |
| Afrikameisterin 1982                       | Zoubida Laayouni ( Marokko)           | 51,50 m | Kairo 1982    |

## Bestehende Rekorde
| Weltrekord         | 73,26 m | Galina Sawinkowa ( Sowjetunion) | Leselidse, Sowjetunion (heute Georgien)        | 22. Mai 1983   |
| Olympischer Rekord | 69,96 m | Evelin Jahl ( DDR)              | Finale OS Moskau, Sowjetunion (heute Russland) | 1. August 1980 |

Der bestehende olympische Rekord wurde bei diesen Spielen nicht erreicht. Der weiteste Wurf gelang Olympiasiegerin Ria Stalman mit 65,36 m in ihrem sechsten Versuch im Finale. Damit blieb sie 4,60 m unter dem Olympia- und 7,90 m unter dem Weltrekord.

## Legende
Kurze Übersicht zur Bedeutung der Symbolik – so üblicherweise auch in sonstigen Veröffentlichungen verwendet:
| – | verzichtet |
| x | ungültig   |

## Qualifikation
Datum: 10. August 1984
Für die Qualifikation wurden die Werferinnen in zwei Gruppen gelost. Acht von ihnen übertrafen die direkte Finalqualifikationsweite von 55,00 m. Damit war die Mindestanzahl von zwölf Finalteilnehmerinnen nicht erreicht und das Finalfeld wurde mit den nächstbesten Werferinnen beider Gruppen, den sogenannten Lucky Losern, auf zwölf Athletinnen aufgefüllt, sodass 53,34 m für die Finalteilnahme ausreichten. Die direkt qualifizierten Athletinnen sind hellblau, die Lucky Loser hellgrün unterlegt.

### Gruppe A

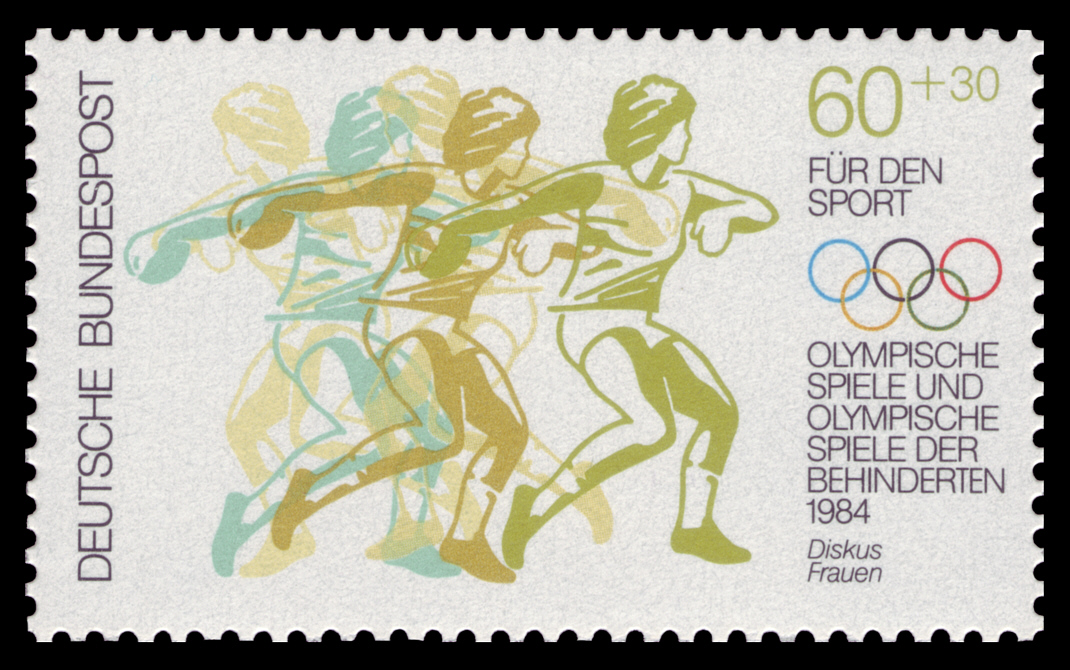
Deutsche Briefmarke zu den Olympischen Spielen 1984

| Platz | Name                 | Nation              | 1. Versuch | 2. Versuch | 3. Versuch | Weite   |
| ----- | -------------------- | ------------------- | ---------- | ---------- | ---------- | ------- |
| 1     | Ria Stalman          | Niederlande         | 58,28 m    | –          | –          | 58,28 m |
| 2     | Florența Crăciunescu | Rumänien            | x          | 57,84 m    | –          | 57,84 m |
| 3     | Ulla Lundholm        | Finnland            | 56,44 m    | –          | –          | 56,44 m |
| 4     | Leslie Deniz         | USA                 | 56,24 m    | –          | –          | 56,24 m |
| 5     | Gael Martin          | Australien          | 55,38 m    | –          | –          | 55,38 m |
| 6     | Venissa Head         | Großbritannien      | 48,92 m    | 55,24 m    | –          | 55,24 m |
| 7     | Jiao Yunxiang        | Volksrepublik China | 54,70 m    | 53,42 m    | 53,38 m    | 54,70 m |
| 8     | Mariette Van Heerden | Simbabwe            | 45,74 m    | 50,54 m    | 50,52 m    | 50,54 m |
| 9     | Marlene Lewis        | Jamaika             | 46,26 m    | 49,00 m    | x          | 49,00 m |

### Gruppe B
| Platz | Name              | Nation         | 1. Versuch | 2. Versuch | 3. Versuch | Weite   |
| ----- | ----------------- | -------------- | ---------- | ---------- | ---------- | ------- |
| 1     | Ingra Manecke     | BR Deutschland | 56,20 m    | –          | –          | 56,20 m |
| 2     | Meg Ritchie       | Großbritannien | 50,20 m    | 56,00 m    | –          | 56,00 m |
| 3     | Patricia Walsh    | Irland         | 52,54 m    | x          | 54,42 m    | 54,42 m |
| 4     | Laura DeSnoo      | USA            | 53,14 m    | 53,76 m    | 51,40 m    | 53,76 m |
| 5     | Lorna Griffin     | USA            | 53,16 m    | x          | 53,34 m    | 53,34 m |
| 6     | Carmen Ionesco    | Kanada         | x          | 52,28 m    | x          | 52,28 m |
| 7     | Agathe Ngo Nack   | Kamerun        | x          | 38,32 m    | x          | 38,32 m |
| 8     | Christine Béchard | Mauritius      | x          | 37,94 m    | 37,54 m    | 37,94 m |

## Finale
Datum: 11. August 1984
| Platz | Name                 | Nation              | 1. Versuch | 2. Versuch | 3. Versuch | 4. Versuch                                  | 5. Versuch                                  | 6. Versuch                                  | Endresultat |
| ----- | -------------------- | ------------------- | ---------- | ---------- | ---------- | ------------------------------------------- | ------------------------------------------- | ------------------------------------------- | ----------- |
| 1     | Ria Stalman          | Niederlande         | 64,50 m    | 61,16 m    | 63,70 m    | 64,28 m                                     | 63,64 m                                     | 65,36 m                                     | 65,36 m     |
| 2     | Leslie Deniz         | USA                 | 62,46 m    | x          | 63,36 m    | 62,60 m                                     | 64,86 m                                     | x                                           | 64,86 m     |
| 3     | Florența Crăciunescu | Rumänien            | 60,68 m    | 61,42 m    | 62,96 m    | 62,08 m                                     | 63,64 m                                     | x                                           | 63,64 m     |
| 4     | Ulla Lundholm        | Finnland            | 62,84 m    | x          | 54,92 m    | 55,94 m                                     | 59,72 m                                     | 54,04 m                                     | 62,84 m     |
| 5     | Meg Ritchie          | Großbritannien      | x          | 55,36 m    | 57,66 m    | 61,76 m                                     | 62,58 m                                     | 60,40 m                                     | 62,58 m     |
| 6     | Ingra Manecke        | BR Deutschland      | 51,66 m    | 56,22 m    | x          | 53,20 m                                     | x                                           | 58,56 m                                     | 58,56 m     |
| 7     | Venissa Head         | Großbritannien      | x          | 55,56 m    | 58,18 m    | x                                           | 55,84 m                                     | 55,88 m                                     | 58,18 m     |
| 8     | Gael Martin          | Australien          | 55,88 m    | 55,38 m    | 54,34 m    | 54,94 m                                     | 55,70 m                                     | 53,08 m                                     | 55,88 m     |
|       |                      |                     |            |            |            |                                             |                                             |                                             |             |
| 9     | Patricia Walsh       | Irland              | 55,38 m    | 51,80 m    | 53,32 m    | nicht im Finale der besten acht Werferinnen | nicht im Finale der besten acht Werferinnen | nicht im Finale der besten acht Werferinnen | 55,38 m     |
| 10    | Laura DeSnoo         | USA                 | 53,74 m    | 54,84 m    | 53,88 m    | nicht im Finale der besten acht Werferinnen | nicht im Finale der besten acht Werferinnen | nicht im Finale der besten acht Werferinnen | 54,84 m     |
| 11    | Jiao Yunxiang        | Volksrepublik China | x          | 53,32 m    | x          | nicht im Finale der besten acht Werferinnen | nicht im Finale der besten acht Werferinnen | nicht im Finale der besten acht Werferinnen | 53,32 m     |
| 12    | Lorna Griffin        | USA                 | x          | 50,16 m    | x          | nicht im Finale der besten acht Werferinnen | nicht im Finale der besten acht Werferinnen | nicht im Finale der besten acht Werferinnen | 50,16 m     |

Im Finale starteten zwölf Athletinnen, von denen acht die Qualifikationsweite geschafft hatten. Alle drei US-Amerikanerinnen und zwei Britinnen hatten sich qualifiziert, hinzu kamen jeweils eine Athletin aus der Bundesrepublik Deutschland, den Niederlanden, Rumänien, China, Australien, Finnland und Irland. Nach drei Versuchen wurden den besten acht Teilnehmerinnen drei weitere Versuche zugestanden.
Der Olympiaboykott verhinderte die Teilnahme zahlreicher Topathletinnen aus dem Ostblock. So waren die Olympiasiegerin von 1980 Evelin Jahl aus der DDR, die sowjetische Weltrekordlerin Galina Sawinkowa und die amtierende Weltmeisterin Martina Opitz aus der DDR nicht dabei. Diese Abwesenheit beeinträchtigte die Wertigkeit dieses Wettbewerbs erheblich. Zum Favoritenkreis gehörten nun die Niederländerin Ria Stalman, WM-Siebte von 1983, die WM-Achte Meg Ritchie aus Großbritannien, die Rumänin Florența Crăciunescu, EM-Siebte 1982, und die Werferinnen aus dem Gastgeberland.
Stalman ging im ersten Versuch mit 64,50 m in Führung, gefolgt von der Finnin Ulla Lundholm – 62,84 m – und der US-Werferin Leslie Deniz – 62,46 m. Im dritten Durchgang verbesserte sich Leslie Deniz auf 63,36 m, während die Rumänin Florența Crăciunescu mit 62,96 m den dritten Platz eroberte. In Runde fünf übernahm Deniz mit 64,86 m vorübergehend die Spitzenposition. Crăciunescus Verbesserung auf 63,64 m in diesem Durchgang hatte keinen Einfluss auf das Klassement. Mit ihrem letzten Wurf auf die Weite von 65,36 m errang Ria Stalman die Goldmedaille und verdrängte Leslie Deniz auf den Silberplatz. Bronze ging an Florența Crăciunescu, Vierte wurde die Finnin Ulla Lundholm vor der Britin Meg Ritchie und Ingra Manecke aus der Bundesrepublik Deutschland.
Das Resultat im Diskuswurf war ähnlich wie im Kugelstoßen in der Qualität besser ausgefallen als erwartet. Dennoch standen die erzielten Weiten deutlich hinter denen zurück, die bei den letzten großen Meisterschaften geworfen worden waren.
Ria Stalman war die erste Medaillengewinnerin und gleichzeitig erste Olympiasiegerin im Diskuswurf der Frauen für die Niederlande.
Ria Stalman räumte mehr als 30 Jahre nach dem Olympiasieg ein, dass sie 1984 unter erheblichem Einfluss anaboler Steroide gestanden hatte. Eine Korrektur des Ergebnisses von Los Angeles erfolgte nicht.

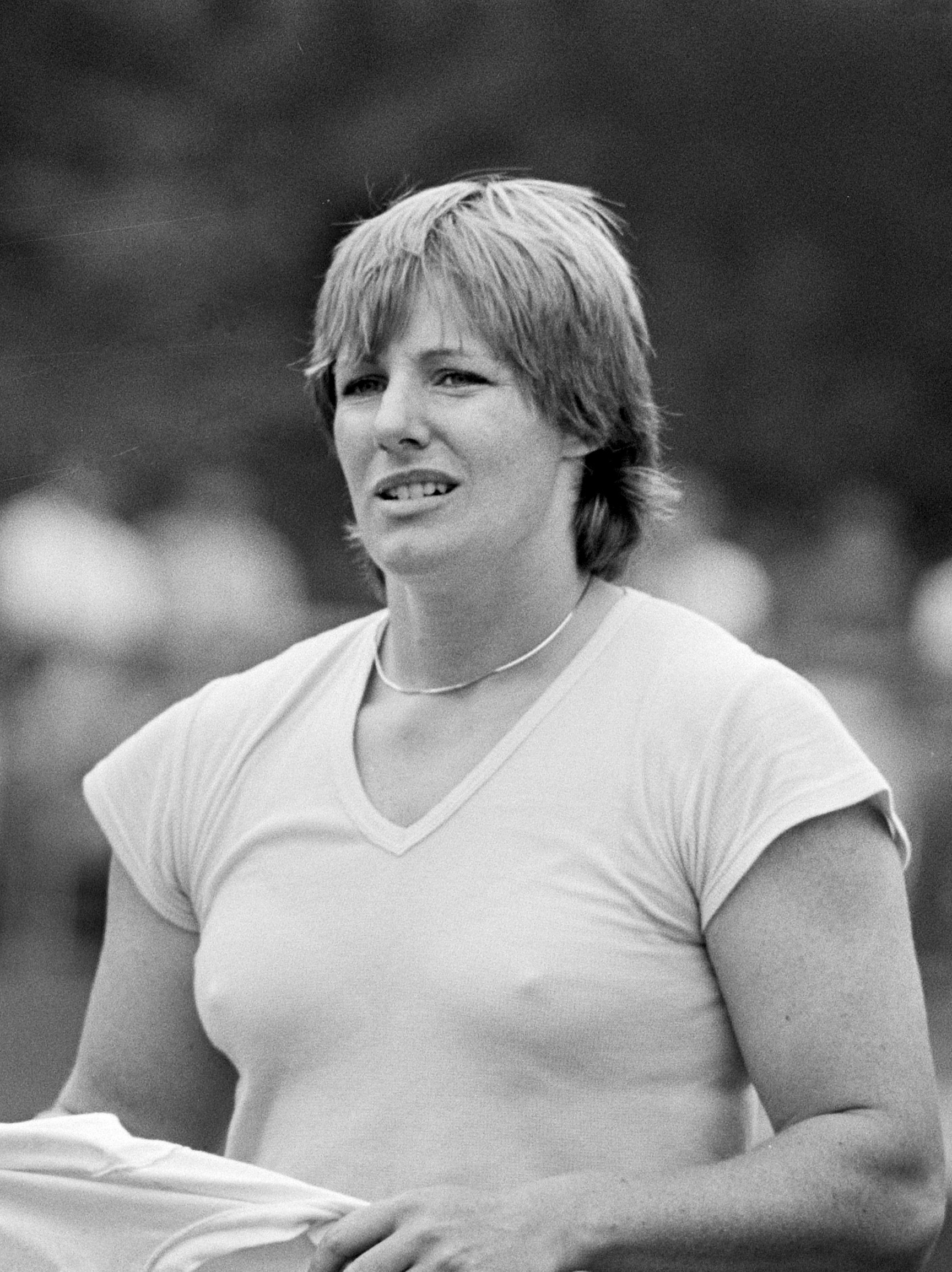
Olympiasiegerin Ria Stalman
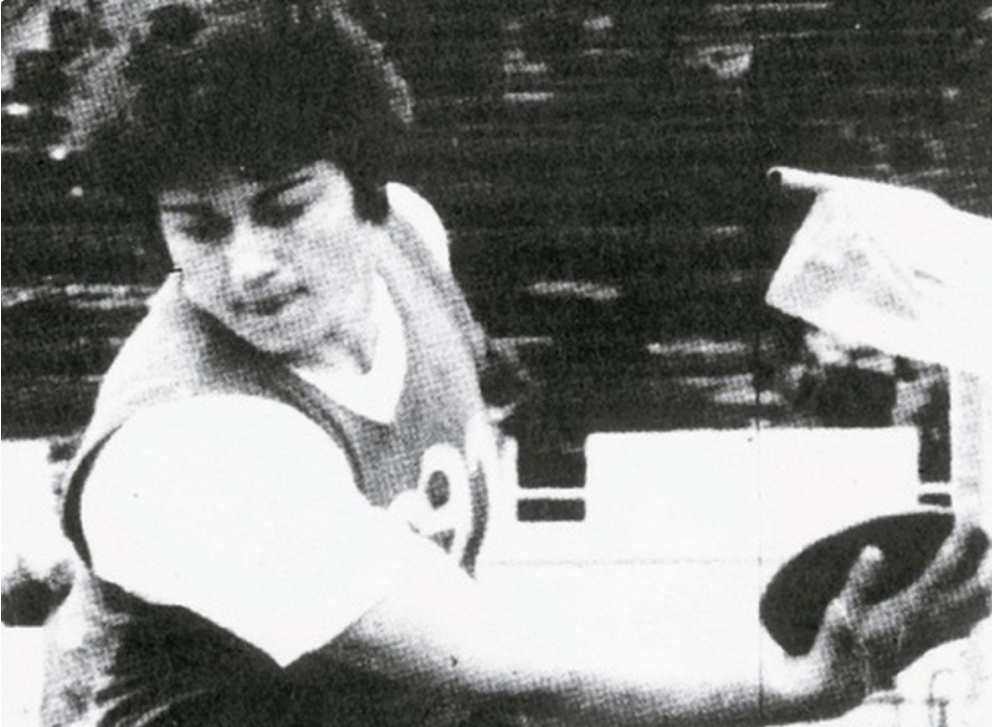
Bronzemedaillengewinnerin Florența Crăciunescu

## Videolinks
- Olympics - 1984 Los Angeles - Track & Field - Womens Discus Finals - HOL Stalman & USA Denise, youtube.com, abgerufen am 15. Januar 2018
- Ulla Lundholm (Finland) discus 62.84 meters 1984 Olympics Los Angeles, youtube.com, abgerufen am 16. November 2021
- Olympics - 1984 - Los Angeles Summer Games - Womens Discus Throw Finals - AUS Gael Martin, youtube.com, abgerufen am 16. November 2021